# أبريل سكوت
أبريل سكوت (بالإنجليزية: April Scott)‏ هي عارضة وممثلة أمريكية، ولدت في 29 يناير 1979 في الولايات المتحدة.

## وصلات خارجية
- أبريل سكوت على موقع IMDb (الإنجليزية)
- أبريل سكوت على موقع قاعدة بيانات الفيلم (الإنجليزية)